# Canton de Meximieux
Le canton de Meximieux est une circonscription électorale française située dans le département de l'Ain en région Auvergne-Rhône-Alpes.
À la suite du redécoupage cantonal de 2014, les limites territoriales du canton sont remaniées. Le nombre de communes du canton passe de 12 à 15.

## Géographie
Ce canton est organisé autour de Meximieux dans l'arrondissement de Bourg-en-Bresse. Son altitude varie de 182 m à Saint-Maurice-de-Gourdans à 323 m à Villieu-Loyes-Mollon pour une altitude moyenne de 248 m.

## Histoire
- Le canton de Meximieux a été créé en 1801[2].
- De 1833 à 1845, les cantons de Chalamont et de Meximieux avaient le même conseiller général. Le nombre de conseillers généraux était limité à 30 par département[5].
- Avant la réorganisation de 1926, le canton était rattaché à l'ancien arrondissement de Trévoux qui fut alors supprimé. Le canton est depuis lors rattaché à l'arrondissement de Bourg-en-Bresse.
- Un nouveau découpage territorial de l'Ain (département) entre en vigueur à l'occasion des élections départementales de mars 2015, défini par le décret du 13 février 2014[4], en application des lois du 17 mai 2013 (loi organique 2013-402 et loi 2013-403)[6]. Les conseillers départementaux sont, à compter de ces élections, élus au scrutin majoritaire binominal mixte. Les électeurs de chaque canton élisent au Conseil départemental, nouvelle appellation du Conseil général, deux membres de sexe différent, qui se présentent en binôme de candidats. Les conseillers départementaux sont élus pour six ans au scrutin binominal majoritaire à deux tours, l'accès au second tour nécessitant 12,5 % des inscrits au premier tour. En outre la totalité des conseillers départementaux est renouvelée. Ce nouveau mode de scrutin nécessite un redécoupage des cantons dont le nombre est divisé par deux avec arrondi à l'unité impaire supérieure si ce nombre n'est pas entier impair, assorti de conditions de seuils minimaux[7]. Dans l'Ain, le nombre de cantons passe ainsi de 43 à 23. Le nombre de communes du canton de Meximieux passe de 12 à 15.

Le nouveau canton de Meximieux est formé de communes des anciens cantons de Montluel (7 communes) et de Meximieux (8 communes). 
- Le canton est entièrement inclus dans l'arrondissement de Bourg-en-Bresse. Le bureau centralisateur est situé à Meximieux.

## Représentation

### Conseillers départementaux depuis 2015
| Période élective | Période élective | Mandat | Mandat   | Identité          | Nuance | Nuance | Qualité |
| ---------------- | ---------------- | ------ | -------- | ----------------- | ------ | ------ | --- |
| 2015             | 2021             | 2015   | 2021     | Romain Daubié     |        | LR     | Avocat - Maire de Montluel                                                                                            |
| 2015             | 2021             | 2015   | 2021     | Elisabeth Laroche |        | LR     | Cadre - Adjointe au Maire de Meximieux Présidente de la commission des finances et de l'administration générale       |
| 2021             | 2028             | 2021   | en cours | Romain Daubié     |        | MoDem  | Conseiller sortant Vice-Président délégué à la contractualisation et à l'aménagement du territoire Député depuis 2022 |
| 2021             | 2028             | 2021   | en cours | Élisabeth Laroche |        | LR     | Conseillère sortante                                                                                                  |

Romain Daubié est candidat de la majorité présidentielle aux élections législatives de 2022.

#### Élections de mars 2015
À l'issue du premier tour des élections départementales de 2015, deux binômes sont en ballottage : Nicole De Lacheisserie et Yves Prieur (FN, 31,3 %) et Romain Daubié et Elisabeth Laroche (Union de la Droite, 26,89 %). Le taux de participation est de 48,86 % (10 076 votants sur 20 622 inscrits) contre 48,99 % au niveau départemental et 50,17 % au niveau national.
Au second tour, Romain Daubié et Elisabeth Laroche (Union de la Droite) sont élus avec 60,98 % des suffrages exprimés et un taux de participation de 48,58 % (5 415 voix pour 10 018 votants et 20 623 inscrits).

#### Élections de juin 2021
Le premier tour des élections départementales de 2021 est marqué par un très faible taux de participation (33,26 % au niveau national). Dans le canton de Meximieux, ce taux de participation est de 31,38 % (6 941 votants sur 22 121 inscrits) contre 31,48 % au niveau départemental. À l'issue de ce premier tour, deux binômes sont en ballottage : Romain Daubié et Élisabeth Laroche (LR, 42,62 %) et Émilie Grimand et Juan Sanchez (RN, 20,13 %).
Le second tour des élections est marqué une nouvelle fois par une abstention massive équivalente au premier tour. Les taux de participation sont de 34,3 % au niveau national, 31,83 % dans le département et 30,96 % dans le canton de Meximieux. Romain Daubié et Élisabeth Laroche (LR) sont élus avec 76,22 % des suffrages exprimés (4 712 voix pour 6 851 votants et 22 126 inscrits),.

### Période antérieure à 2015

#### Conseillers généraux de 1833 à 2015
| Période | Période      | Identité                            | Étiquette                | Qualité |
| ------- | ------------ | ----------------------------------- | ------------------------ | --- |
| 1833    | 1836         | Denis Bertholon de Polet            | Majorité gouvernementale | Ecrivain, propriétaire du château de Polet à Saint-Maurice-de-Gourdans Député (1831-1834)                                                                                               |
| 1836    | 1842         | Charles Rivoire                     |                          | Juge de paix à Chalamont |
| 1842    | 1845         | Jean-Baptiste François de Montherot |                          | Maire de Charnoz Président de l'Académie de Lyon |
| 1845    | 1848         | Charles Rivoire                     |                          | Juge de paix à Chalamont Elu en 1848 dans le Canton de Chalamont |
| 1848    | 1871         | Stanislas Clerc                     |                          | Homme de lettres à Lyon |
| 1871    | 1877         | Charles Claude Coqueugniot          |                          | Notaire, maire de Meximieux |
| 1877    | 1880         | Henri Pallière                      | Républicain              | Notaire à Meximieux |
| 1880    | 1891 (décès) | Emile Frédéric Boudier              | Républicain              | Propriétaire à Meximieux |
| 1891    | 1910         | Claude Comte                        | Rad.                     | Maire de Meximieux, conseiller d'arrondissement |
| 1910    | 1935 (décès) | Adolphe Messimy                     | Rad.                     | Général Maire de Charnoz Député (1902-1912 et 1914-1919) Sénateur (1923-1935) Ministre (1911-1912 et 1914)                                                                              |
| 1935    | 1940         | Pierre Rudigoz (1876-1959)          | URD                      | Négociant en bois à Meximieux Président de la délagation spéciale de Meximieux Membre de la Commission administrative départementale (1941-1942) Nommé conseiller départemental en 1942 |
|         |              |                                     |                          | |
| 1943    | 1945         | Aimé Baboin-Jaubert                 |                          | Industriel en soieries et tulle de soie Maire de Loyes Nommé conseiller départemental en 1943                                                                                           |
|         |              |                                     |                          | |
| 1945    | 1951         | Célestin Monnier                    | SFIO                     | Assureur-conseil Maire de Charnoz |
| 1951    | 1964         | Victor Fol                          | DVD                      | Médecin - Maire de Meximieux (1950-1959) |
| 1964    | 1970         | Jean-Claude Ronge (1898-1981)       | SE                       | Négociant en vins, maire de Meximieux (1959-1971) |
| 1970    | 1982         | Michel Thimon (1906-1986)           | DVD puis UDF             | Maire de Rignieux-le-Franc |
| 1982    | 1994         | Joëlle Durand-Maniclas              | UDF-PR                   | Vice-présidente du Conseil général, Villieu-Loyes-Mollon Suppléante du député Lucien Guichon                                                                                            |
| 1994    | 2015         | Claude Marcou                       | RPR puis UMP puis DLR    | Dirigeant d'entreprise Maire de Villieu-Loyes-Mollon (1983-2008) Ancien vice-président du Conseil général                                                                               |

#### Conseillers d'arrondissement (de 1833 à 1940)
| Période                                  | Période      | Identité                                    | Étiquette    | Qualité |
| ---------------------------------------- | ------------ | ------------------------------------------- | ------------ | --- |
| 1833                                     | 1836         | M. Pouzols                                  |              | Juge de paix à Meximieux                                                                                        |
| 1836                                     | 1842         | Jean Antoine Greppo fils                    |              | Avocat, propriétaire au Montellier                                                                              |
| 1842                                     | 1848         | Gabriel Passerat de La Chapelle (1802-1877) |              | Propriétaire à Pérouges                                                                                         |
| 1848                                     | 1855         | Frédéric Guiet                              |              | Notaire à Meximieux                                                                                             |
| 1855                                     | 1861         | M. Portalier                                |              | |
| 1861                                     | 1871         | Aimé-Alexandre Colletaz                     |              | Médecin à Meximieux                                                                                             |
| 1871                                     | 1877         | Henry Baboin                                | Centre droit | Manufacturier en soieries, maire de Loyes (1839-1910), ancien député de l'Isère au Corps législatif (1869-1870) |
| 1877                                     | 1888 (décès) | Antoine Janin (1823-1888)                   |              | Cultivateur à Pérouges                                                                                          |
| 1888                                     | 1891         | Claude Comte                                | Radical      | Maire de Meximieux                                                                                              |
| 1892                                     | 1895         | Octave Roussel                              | Républicain  | Architecte, propriétaire à Saint-Maurice-de-Gourdans                                                            |
| 1895                                     | 1901         | Jean Buisson                                |              | Négociant à Meximieux                                                                                           |
| 1901                                     | 1922         | Jean Janin                                  | Radical      | Maire de Pérouges                                                                                               |
| 1922                                     | 1931         | Fernand Berthier                            |              | Docteur en médecine à Meximieux                                                                                 |
| 1931                                     | 1937         | Paul Bouveyron                              | Radical      | Propriétaire, maire de Pérouges                                                                                 |
| 1937                                     | 1940         | Francis Thibault                            | Radical      | Conseiller municipal de Pérouges                                                                                |
| 1940                                     |              |                                             |              | Les conseils d'arrondissement ont été suspendus par la loi du 12 octobre 1940 et n'ont jamais été réactivés     |
| Les données manquantes sont à compléter. |              |                                             |              | |

Source : Journal Le Courrier de l'Ain sur le site des archives départementales.

## Composition

Localisation du canton dans l'Ain avant 2015

### Composition avant 2015
Le canton de Meximieux regroupait douze communes.
| Nom                    | Code Insee | Codepostal | Superficie (km2) | Population (dernière pop. légale) | Densité (hab./km2) |
| ---------------------- | ---------- | ---------- | ---------------- | --------------------------------- | ------------------ |
| Meximieux (chef-lieu)  | 01244      | 01800      | 13,75            | 7 304 (2012)                      | 531                |
| Bourg-Saint-Christophe | 01054      | 01800      | 8,98             | 1 230 (2012)                      | 137                |
| Charnoz-sur-Ain        | 01088      | 01800      | 6,62             | 914 (2012)                        | 138                |
| Faramans               | 01156      | 01800      | 11,22            | 742 (2012)                        | 66                 |
| Joyeux                 | 01198      | 01800      | 16,58            | 250 (2012)                        | 15                 |
| Le Montellier          | 01260      | 01800      | 15,38            | 241 (2012)                        | 16                 |
| Pérouges               | 01290      | 01800      | 18,97            | 1 209 (2012)                      | 64                 |
| Rignieux-le-Franc      | 01325      | 01800      | 15,02            | 960 (2012)                        | 64                 |
| Saint-Éloi             | 01349      | 01800      | 14,26            | 440 (2012)                        | 31                 |
| Saint-Jean-de-Niost    | 01361      | 01800      | 14,19            | 1 428 (2012)                      | 101                |

### Composition à partir de 2015
Le nouveau canton de Meximieux comprend quinze communes entières :
| Nom                               | Code Insee | Intercommunalité            | Superficie (km2) | Population (dernière pop. légale) | Densité (hab./km2) | Modifier                                    |
| --------------------------------- | ---------- | --------------------------- | ---------------- | --------------------------------- | ------------------ | ------------------------------------------- |
| Meximieux (bureau centralisateur) | 01244      | CC de la Plaine de l'Ain    | 13,75            | 8 198 (2022)                      | 596                | modifier les données · modifier les données |
| Balan                             | 01027      | CC de la Côtière à Montluel | 18,04            | 2 878 (2022)                      | 160                | modifier les données · modifier les données |
| Béligneux                         | 01032      | CC de la Côtière à Montluel | 13,30            | 3 484 (2022)                      | 262                | modifier les données · modifier les données |
| Bourg-Saint-Christophe            | 01054      | CC de la Plaine de l'Ain    | 8,98             | 1 540 (2022)                      | 171                | modifier les données · modifier les données |
| Bressolles                        | 01062      | CC de la Côtière à Montluel | 7,73             | 1 003 (2022)                      | 130                | modifier les données · modifier les données |
| Dagneux                           | 01142      | CC de la Côtière à Montluel | 6,65             | 4 741 (2022)                      | 713                | modifier les données · modifier les données |
| Faramans                          | 01156      | CC de la Plaine de l'Ain    | 11,22            | 905 (2022)                        | 81                 | modifier les données · modifier les données |
| Joyeux                            | 01198      | CC de la Plaine de l'Ain    | 16,58            | 262 (2022)                        | 16                 | modifier les données · modifier les données |
| Le Montellier                     | 01260      | CC de la Plaine de l'Ain    | 15,38            | 329 (2022)                        | 21                 | modifier les données · modifier les données |
| Montluel                          | 01262      | CC de la Côtière à Montluel | 40,11            | 6 879 (2022)                      | 172                | modifier les données · modifier les données |
| Pérouges                          | 01290      | CC de la Plaine de l'Ain    | 18,97            | 1 382 (2022)                      | 73                 | modifier les données · modifier les données |
| Pizay                             | 01297      | CC de la Côtière à Montluel | 11,18            | 922 (2022)                        | 82                 | modifier les données · modifier les données |
| Rignieux-le-Franc                 | 01325      | CC de la Plaine de l'Ain    | 15,02            | 1 131 (2022)                      | 75                 | modifier les données · modifier les données |
| Saint-Éloi                        | 01349      | CC de la Plaine de l'Ain    | 14,26            | 524 (2022)                        | 37                 | modifier les données · modifier les données |
| Sainte-Croix                      | 01342      | CC de la Côtière à Montluel | 10,62            | 548 (2022)                        | 52                 | modifier les données · modifier les données |
| Canton de Meximieux               | 0112       |                             | 221,79           | 34 726 (2022)                     | 157                | modifier les données                        |

## Démographie

### Démographie avant 2015
| 1962  | 1968  | 1975  | 1982   | 1990   | 1999   | 2006   | 2011   | 2012   |
| ----- | ----- | ----- | ------ | ------ | ------ | ------ | ------ | ------ |
| 6 469 | 6 888 | 8 572 | 10 781 | 14 704 | 17 275 | 19 329 | 20 212 | 20 390 |

### Démographie depuis 2015
En 2022, le canton comptait 34 726 habitants, en évolution de +4,82 % par rapport à 2016 (Ain : +5,15 %, France hors Mayotte : +2,11 %).
| 2013   | 2018   | 2022   |
| ------ | ------ | ------ |
| 32 208 | 33 254 | 34 726 |